# Шушь (приток Енисея)
Шушь (Шуш, в верховье — Большая Шушь) — река, правый приток Енисея, протекает по территории Шушенского района Красноярского края в России. Длина реки — 77 км, площадь водосборного бассейна — 810 км².

## Описание
Шушь начинается на высоте 1159 м над уровнем моря, к северо-востоку от хребта Борус. Генеральным направлением течения реки до села Субботино является северо-запад, потом — север. На северо-западной окраине посёлка городского типа Шушенское Шушь впадает в Енисей на высоте 271 м над уровнем моря.

## Данные водного реестра
По данным государственного водного реестра России относится к Енисейскому бассейновому округу, водохозяйственный участок реки — Енисей от Саяно-Шушенского гидроузла до впадения реки Абакан, речной подбассейн реки — Енисей между слиянием Большого и Малого Енисея и впадением Ангары. Речной бассейн реки — Енисей.
Код водного объекта в государственном водном реестре — 17010300212116100012344.